# Alexander Thomas
Alexander Thomas (* 4. November 1939 in Köln; † 24. Februar 2023 in Attendorn) war ein deutscher Psychologe und Hochschullehrer. Mit dem Forschungsschwerpunkt interkulturelle Psychologie war er von 1976 bis 2004 Professor an der Universität Regensburg, an der er die Abteilung für Sozial-, Arbeits- und Organisationspsychologie innehatte. In dieser Zeit etablierte er die angewandte interkulturelle Psychologie und entwickelte das empirische Verfahren der sog. Kulturstandardmethode (oder auch Kulturstandardkonzept).

## Leben
Thomas studierte Psychologie, Soziologie und Politikwissenschaft an den Universitäten Köln, Bonn und Münster und legte 1968 das Diplom in Psychologie ab. 1970 wurde er an der Westfälischen Wilhelms-Universität in Münster zum Dr. phil. promoviert und 1973 zum Professor für Psychologie an der Freien Universität Berlin ernannt. 1979 folgte er einem Ruf an die Universität Regensburg, wo er bis zu seiner Emeritierung 2008 den Lehrstuhl für Sozialpsychologie und Organisationspsychologie innehatte. 2012 erhielt Alexander Thomas die Doktorwürde honoris causa für sein Lebenswerk der Ruhr-Universität Bochum. Im Jahr 2015 ernannte ihn die Ostbayerische Technische Hochschule Regensburg zum Honorarprofessor für den Bereich internationale Handlungskompetenz.
Thomas verstarb am 24. Februar 2023 und wurde am 17. März 2023 in einer Urne auf dem Waldfriedhof in Attendorn beigesetzt.

## Werk
Die Forschungsschwerpunkte von Alexander Thomas lagen vor allem im Bereich der kulturvergleichenden und der interkulturellen Psychologie. Zu diesen Themenbereichen initiierte und betreute er zahlreiche Forschungsprojekte. Er war darüber hinaus Mitbegründer des „Instituts für Kooperationsmanagement“, das 1999 ins Leben gerufen wurde und internationale Organisationsberatung in den Feldern Interkulturelle Kompetenz, Kommunikation in Organisationen, Team und Führung, Personal-Assessment und Lernen in Organisationen anbietet. 2001 entwickelte er das zweisemestrige Zusatzstudium „Internationale Handlungskompetenz“. Thomas war Mitglied des Rats für Migration. Er war Vorstandsmitglied im „Forschungsverbund Ost- und Südosteuropa“. Er saß zudem im wissenschaftlichen Beirat von „interculture journal“, einer Online-Zeitschrift für interkulturelle Studien.
Thomas beschäftigte sich im Zuge der verstärkten Internationalisierung und Globalisierung ab Ende der 1980er Jahre vor allem mit internationalen Begegnungen im Bereich des Jugend- und Studierendenaustauschs, der Entwicklungszusammenarbeit, der internationalen Wirtschaftskooperation und dem Auslandseinsatz der Bundeswehr. Seine Forschungsinteressen und zahlreiche Publikationen umfassen Themen wie Führung und Zusammenarbeit in gemischtkulturellen Teams, interkulturelles Personalmanagement, Vorbereitung auf und Management von Auslandseinsätzen, Erwerb interkultureller Kompetenz, kulturspezifisches Orientierungswissen für interkulturelle Begegnungssituationen und handlungstheoretische Kulturbetrachtungen.

### Internationale Jugendbegegnungen
Thomas Forschungen zur internationalen Jugendbegegnung fanden große Beachtung. Seit 1984 widmete er sich mit dem Sozialwissenschaftlichen Studienkreis für internationale Probleme (SSIP) der Erforschung internationaler Begegnungsformate. Thomas war 1988 Mitbegründer von „Forschung und Praxis im Dialog“, einer Koordinierungsgruppe, bestehend aus Experten der Wissenschaft und Praxis internationaler Jugendarbeit, die neue Forschungsprojekte diskutiert und auf den Weg bringt und auch heute noch aktiv ist.
In Thomas' umfangreichster Studie zu den Wirkungen internationaler Jugendbegegnungen auf die Persönlichkeit der Teilnehmenden „Erlebnisse, die verändern“ (2007) wurde deutlich, dass ehemalige Teilnehmende selbst 10 Jahre nach ihrer ersten internationalen Jugendbegegnung von vielfältigen Langzeitwirkungen in den Bereichen selbstbezogene Eigenschaften und Kompetenzen, Offenheit, interkulturellem Lernen, soziale Kompetenzen etc. berichten. Auch wenn diese positiven Wirkungen von internationalen Erfahrungen für Jugendliche bei den Praktikern schon bekannt waren, trug nicht zuletzt die Studie maßgeblich dazu bei, dass eine Ermöglichung derartiger Erfahrungen für alle Jugendlichen in den Kinder- und Jugendplan des Bundes Aufnahme fanden und Qualitätskriterien definiert werden konnten.

### Kulturstandardtheorie
Öffentlich bekannt wurde Thomas vor allem durch sein Konzept der Kulturstandards. Dieses entwickelte er Anfang der 1990er Jahre. Kulturstandards beruhen auf interaktiven Erfahrungen von Menschen, die Thomas auf der Grundlage der Arbeiten der Feldtheorie nach K. Lewin als „kulturelle Überschneidungssituationen“ markierte, die ein Lern-, Handlungs- und Erfahrungsfeld eröffnen.
Für das Verständnis oder eine sinnvolle Einordnung von Kulturstandards ist eine Kenntnis des Konstruktionsvorgangs zentral: Die empirische Grundlage von Kulturstandards sind Interviewschilderungen, insbesondere von in Deutschland sozialisierten Fach- und Führungskräften, über konkrete Begegnungssituationen mit Personen im Ausland, die in diesem spezifischen anderen Land sozialisiert wurden, oder umgekehrt von Fach- und Führungskräften aus dem Ausland, die nach Deutschland kommen. Zur Entwicklung von Kulturstandards werden Interviews in Bezug auf ein bestimmtes Zielland bei einer Stichprobe von 20 bis 30 Personen gesammelt. Zentraler Bestandteil der Interviews sind Situationsschilderungen, die Thomas „Kritische Interaktionssituationen“ nannte (nach der eingesetzten Critical-Incident-Technique (CIT), die Fiedler, Mitchell & Triandis (1971) im Culture Assimilator nutzten).
Kennzeichnend für kritische Interaktionssituationen sollte sein, dass sie für mindestens eine der beteiligten Personen entgegen ihrer (Normalitäts-)Erwartungen verlief, für Irritationen oder Verwirrung sorgte. Ausschlaggebend, um als „kritische Interaktionssituation“ zu gelten, ist deren Erwartungswidrigkeit und nicht, ob diese Situationen positiv oder negativ verlaufen sind. Situationen, die in ähnlicher Form bei verschiedenen Personen und in unterschiedlichen Kontexten häufiger auftraten, werden geclustert. Durch Literaturrecherchen, insbesondere kulturhistorischer Quellen, sowie durch kommunikative Validierung mit bikulturellen Experten werden die handlungswirksamen Orientierungen einem Verstehen (Thomas nannte dies Erklärung) zugänglich und in einem nächsten Schritt als ein sog. „Kulturstandards“ abduziert.
Thomas verstand das Konzept der Kulturstandards als handlungswirksame Prinzipien, die Menschen im Laufe ihrer Sozialisation erwerben, aber meist nicht mehr reflektieren. Diese dienen in seinem Verständnis im Zusammenleben von Menschen innerhalb einer Kultur oder Gesellschaft als Orientierungssystem, Gradmesser und Interpretationsgrundlage für ein Verstehen untereinander sowie für (nicht mehr) akzeptable Verhaltensweisen. Kulturstandards beschreiben somit eine Art gesellschaftlichen Idealtypus (i. S. Max Webers) mit einem mehr oder weniger großen Toleranzbereich. Verhaltensweisen von Individuen werden von anderen Mitgliedern einer Kultur oder Gesellschaft innerhalb dieses Toleranzbereichs gefördert und verstärkt, außerhalb sanktioniert.
Kulturstandards sollen keine allgemeingültigen Beschreibungen von Kulturen oder Menschen einer Kultur darstellen, und auch keine Beschreibungen kultureller „Mentalitäten“ oder „Charaktereigenschaften“. Sie machen keine Aussagen über Individuen, sondern Aussagen darüber, welche Handlungsorientierung das Wahrnehmen, Denken, Fühlen, Bewerten und Handeln beobacht- und erfahrbar in Verhaltensweisen dynamisiert und in einer Kultur mit einer gewissen Wahrscheinlichkeit als akzeptabel und normal angesehen und welche sanktioniert würden.
Im Gegensatz zu den universalistisch angelegten Kulturdimensionen sind Kulturstandards relativistische Beschreibungen, d. h. eine kulturelle Gruppe wird immer aus der Perspektive einer anderen kulturellen Gruppe beschrieben. Dies bedeutet, dass z. B. französische Kulturstandards aus deutscher Sicht anders aussehen als französische Kulturstandards aus niederländischer Sicht.
Laut Thomas verlaufen interkulturelle Begegnungen für die Beteiligten vor allem dann zufriedenstellend und auch erfolgreich, wenn sie ein wechselseitiges Verständnis für diese dahinterliegenden Orientierungen, in seinem Verständnis der Kulturstandards, entwickeln. Er konzentrierte sich daher auf Anwendungsforschung und auf die Entwicklung von Trainingsmaterialien zur Sensibilisierung für interkulturelle Begegnungen, insbesondere für in Deutschland sozialisierte Personen. Derartiges Material ist in der Reihe „Beruflich in …“ veröffentlicht worden.

## Kritik
Kritik an Thomas Forschung ist eng an sein Konzept der Kulturstandards bzw. der Art und Weise, wie sein Kulturbegriff dahinter jeweils verstanden oder verbreitet wird, geknüpft. Durch den Begriff „Kulturstandard“ wird das Konzept als stark abstrahiert und generalisiert bzw. deterministisch wahrgenommen. Auch wird eine Anbindung an kulturhistorisches Wissen oftmals vernachlässigt. Auch die Relationalität der Kulturstandards wird in der praktischen Anwendung oft vernachlässigt.
Eine zentrale, wichtige Kritik bezieht sich auf die nationalkulturelle Ausrichtung seiner Veröffentlichungen. Diese ist zunächst der Tatsache geschuldet, dass sich seine Kulturstandard-Forschungen auf den internationalen Handlungskontext von Kurzzeitmigrationen im Zuge des Globalisierungsbooms der 1990er und beginnenden 2000er Jahre konzentrierten. In diesem Zusammenhang fand bei ihm keine explizite Berücksichtigung der Handlungswirksamkeit weiterer kulturell-imprägnierender Bezugsgruppen und auch keine Berücksichtigung kultureller Mehrfachzugehörigkeiten von Personen statt.
Eine weitere Kritik bezieht sich auf eine starke Generalisierung und Homogenisierung durch die Bezeichnung der Kulturstandards als nationalkulturell, sowie darauf, dass Kulturstandards Personen einer Kultur zuweisen und hybride Formen und Flexibilität von Kulturzugehörigkeit ignorieren.
Auch die Art und Weise, wie Kulturstandards oftmals formuliert und beschrieben wurden, stößt auf Kritik. Thomas selbst war es wichtig, dass bei der Benennung und Beschreibung von Kulturstandards auf eine möglichst wertneutrale Formulierung geachtet werden sollte. Dennoch finden sich immer wieder Formulierungen, die vorurteilsbeladene Rückschlüsse erlauben.
Thomas‘ Konzentration auf kulturelle Unterschiede brachte ihm außerdem den Vorwurf ein, anderen Konfliktursachen wie Machtunterschieden, Fremdbildern, Diskriminierung und Rassismus ihre Bedeutung abzusprechen oder diese zu relativieren.

## Auszeichnungen
- 2003 Sonderpreis des Bayerischen Wissenschaftsministeriums für den Studiengang „Internationale Handlungskompetenz“[25]
- 2004 Deutscher Psychologiepreis[26]
- 2012 Ehrendoktorwürde der Ruhr-Universität Bochum[27]

## Schriften (Auswahl)
- mit Ernst F. Müller: Einführung in die Sozialpsychologie. Hogrefe, Göttingen 1974. ISBN 3-8017-0083-6.
- Hrsg.: Interkultureller Austausch als interkulturelles Handeln. Theoretische Grundlagen d. Austauschforschung. Breitenbach, Saarbrücken 1985. ISBN 3-88156-313-X.
- Grundriß der Sozialpsychologie Bd. I, 1991 und BD. II, 1992;
- (Hrsg.). Kulturvergleichende Psychologie. Eine Einführung. 2. überarbeitete und erweiterte Auflage. Hogrefe, Göttingen 1993. ISBN 3-8017-0408-4.
- Psychologie und multikulturelle Gesellschaft. Problemanalyse und Problemlösungen. Verlag für Angewandte Psychologie, Göttingen, Stuttgart 1994. ISBN 3-87844-112-6.
- (Hrsg.): Psychologie interkulturellen Handelns. Hogrefe, Göttingen 1996. ISBN 3-8017-0668-0.
- Hrsg. zus. mit Eva-Ulrike Kinast, Sylvia Schroll-Machl: Handbuch Interkulturelle Kommunikation und Kooperation. 2 Bände. Bd. 1: Grundlagen und Praxisfelder; Bd. 2: Länder, Kulturen und Interkulturelle Berufstätigkeit. Vandenhoeck & Ruprecht, Göttingen, 2003.
- Grundlagen der interkulturellen Psychologie (IKB Band 55). Verlag Traugott Bautz, Nordhausen 2005, ISBN 978-3-88309-226-3.
- Interreligiöse Kompetenz als fundamentaler Aspekt Internationaler Handlungskompetenz (IKB Band 98), hrsg. zusammen mit Eva-Maria Stögbauer und Henriette-Muriel Müller. Verlag Traugott Bautz, Nordhausen 2006, ISBN 978-3-88309-277-5.
- A Guide for us-american students to understand and communicate with Germans, hrsg. zusammen mit Richard Markowsky. Verlag Traugott Bautz, Nordhausen 2012, ISBN 978-3-88309-745-9.
- Lehren und Leben in China, hrsg. zusammen mit Eberhard Schenk. Verlag Traugott Bautz, Nordhausen 2013, ISBN 978-3-88309-805-0.